# Opactwo Cystersów w Henrykowie
Zespół klasztorny opactwa cysterskiego w Henrykowie – pocysterski barokowy zespół klasztorny z kościołem Wniebowzięcia Najświętszej Marii Panny i św. Jana Chrzciciela położony w Henrykowie na Dolnym Śląsku, w gminie Ziębice.
Jest to jedno z najokazalszych i najpiękniejszych założeń barokowych na Śląsku, miejsce powstania Księgi Henrykowskiej – zabytku piśmiennictwa polskiego. Współcześnie klasztor henrykowski funkcjonuje jako przeorat opactwa szczyrzyckiego. W obiektach poklasztornych funkcjonują współcześnie między innymi Annus Propedeuticus – oddział Metropolitalnego Wyższego Seminarium Duchownego we Wrocławiu (do 2018) oraz Katolickie Liceum Ogólnokształcące im. bł. Edmunda Bojanowskiego.

## Historia opactwa

### Powstanie i rozwój klasztoru
Początki opactwa henrykowskiego sięgają 1222 roku. Wtedy to książę Henryk I Brodaty wydał Mikołajowi, kanonikowi katedralnemu wrocławskiemu, zgodę na osadzenie w Henrykowie, w dolinie rzeki Oławy, zakonu cystersów – filii opactwa z Lubiąża. Mikołaj był pomysłodawcą osadzenia cystersów w Henrykowie, oficjalnym fundatorem opactwa był zaś książę Henryk II Pobożny, syn Henryka Brodatego. Oznacza to, że klasztor henrykowski miał protekcję książąt śląskich, co było gwarantem jego rozwoju.
Pierwsi zakonnicy przybyli do Henrykowa 28 maja 1227. Było to dziewięciu mnichów z Lubiąża na czele z opatem Henrykiem. W 1228 wydany został dokument lokacyjny klasztoru, definiujący jednocześnie jego uposażenie. Nie było ono zbyt okazałe w porównaniu z innymi opactwami. W 1228 konsekrowano pierwszy, drewniany kościół klasztorny. Mimo skromnego uposażenia klasztor rozwijał się dość dynamicznie, powiększając stan swojego posiadania. Rozwój ten został przerwany przez najazd mongolski w 1241, kiedy to kościół i klasztor zostały spalone i splądrowane. Dodatkowo sytuację klasztoru pogorszyła śmierć pod Legnicą księcia Henryka Pobożnego.
Po najeździe mongolskim cystersi skupili się na odbudowie swojego klasztoru oraz odzyskaniu dóbr. W celu uporządkowania stanu klasztoru opat Piotr spisał pod nazwą Liber fundationis claustri Sancte Marie Virginis in Henrichow dokument porządkujący sprawy klasztoru. Dokument ten zwany Księgą henrykowską jest jednym z najcenniejszych zabytków piśmiennictwa polskiego – zawiera pierwsze zdanie zapisane w dokumentach w języku polskim.
Kolejne lata cystersi henrykowscy spędzili na umacnianiu swej pozycji w regionie. Swe dochody czerpali przede wszystkim z dóbr ziemskich oraz działalności rzemieślniczej. O ich rosnącej pozycji świadczy założenie w 1292 filii opactwa w Krzeszowie. W 1304 rozpoczęli budowę nowego gotyckiego kościoła klasztornego. Ponadto książęta ziębiccy urządzili z klasztoru henrykowskiego rodzinną nekropolię. W 1341 pochowano w klasztorze księcia Bolka II ziębickiego, a niedługo później jego żonę. Pogorszenie prosperity klasztoru przyniosły wojny husyckie, które nawiedzały opactwo w latach 1427–1430. Klasztor został spalony i splądrowany, a mnisi uciekli do Nysy i Wrocławia. Wojny husyckie nie były niestety jedyną przyczyną zniszczeń klasztoru. Po ich zakończeniu odbudowywany klasztor był w XV w. niszczony jeszcze kilkakrotnie. W 1438 zniszczyły go wojska Zygmunta von Reichenaua, a w 1459 najazd wojsk czeskich króla Jerzego z Podiebradów.
Od połowy XVI w. następował sukcesywny rozwój klasztoru. Znaczący wkład miał opat Andrzej, za czasów którego powstały renesansowe elementy zabudowy klasztornej. W tym czasie też opat cystersów z Lądu przeprowadził reformy dyscypliny i pracy zakonnej. Przyczyniło się to do poprawy kondycji klasztoru. O dalszą reformę klasztoru zabiegał też opat Wincenty ze Strzelina. Zakonnikom nakazano wówczas, aby dormitorium było zamykane na noc, zabroniono schadzek na jedzenie, picie oraz bezprzedmiotowe dysputy po wieczornej komplecie. Zabroniono również kobietom wstępu do klauzury. Równolegle z odnową duchową prowadzono odbudowę gospodarczą. Klasztor uzyskał zgodę na prowadzenie karczmy poza jego obrębem oraz prawo warzenia piwa. Ważnym aspektem rozwoju klasztoru było zasiedlenie go przez niemieckich zakonników, którzy przybyli z opactw z terenu Wielkopolski – Lądu, Obry i Wągrowca, gdzie prowadzono proces polonizacji opactw. Proces rozwoju opactwa henrykowskiego przerwała wojna trzydziestoletnia, kiedy to klasztor splądrowano i spalono. Zniszczono również znaczącą część pierwotnej biblioteki klasztornej. Rozmiaru złego dopełniła epidemia dżumy, która wybuchła w opactwie w 1633.

### Lata świetności
Po wojnie trzydziestoletniej przypadają lata największego rozwoju opactwa i jego świetności. Początki działalności powojennej były dla cystersów trudne ze względu na znaczne zadłużenie klasztoru. Z tego powodu ze swojej funkcji zrezygnował opat Kaspar Liebichen. Jednak już jego dwaj następcy, Melchior Welzel i Henryk Kahlert, przywrócili klasztor do dawnej świetności, a ich następca Tobiasz Ackermann kontynuował dzieło rozwoju opactwa. W tym okresie powstała większość barokowych obiektów opactwa. Prowadzono program umacniania w wierze mieszkańców okolicznych wsi. Miejscem szczególnym tego programu uczyniono klasztorny kościół, który przebudowano w stylu barokowym. Z tego okresu pochodzą najcenniejsze zabytki ruchome, zlokalizowane zarówno w kościele, jak i w opactwie. W 1684 ufundowano ołtarz główny, ze znajdującym się w jego środkowej części obrazem Boże Narodzenie według świętego Bernarda pędzla Michała Willmanna. Powstały wówczas również inne obrazy autorstwa Willmanna i Jana Liszki, rzeźby Macieja Steinla, Tomasza Weissfeldta, Jerzego Leonarda Webera oraz jedne z najwspanialszych w Polsce rokokowe stalle zakonne, dzieło nieznanych cysterskich snycerzy, zdobione płaskorzeźbami ze scenami z życia Jezusa i Matki Bożej. Kościół opactwa henrykowskiego stał się ważnym sanktuarium maryjnym oraz miejscem kultu św. Józefa.
O sile ekonomicznej opactwa w tamtym okresie świadczyło nabycie w 1699 zniszczonego przez Turków opactwa cysterskiego w Zirc na Węgrzech. Od tego czasu aż do sekularyzacji klasztoru opat henrykowski w ramach unii personalnej był opatem dwóch klasztorów. Około 1760 wybudowano kaplicę św. Marii Magdaleny, która stała się mauzoleum Piastów ziębickich.
Okres wojen śląskich pomiędzy Prusami a Austrią 1741–1762 zahamował rozwój opactwa. W klasztorze kilkakrotnie stacjonowało wojsko, grabiąc zakonny skarbiec. Na opactwo nałożono wysokie kontrybucje wojenne. Kres funkcjonowania klasztoru przyniosły wojny napoleońskie. W 1801 władze pruskie zamknęły klasztorne gimnazjum oraz zarekwirowały klasztorną bibliotekę z najbogatszym na Śląsku księgozbiorem liczącym 132 rękopisy i 20 tysięcy książek. 22 listopada 1810 król pruski Fryderyk Wilhelm III, poszukujący dochodów dla wzmocnienia wojska, ogłosił edykt sekularyzacyjny. Mnisi zmuszeni zostali do opuszczenia klasztoru, zabierając jedynie habit, brewiarz i żywność na dwa dni. Opactwo henrykowskie zostało zlikwidowane po 582 latach swojego istnienia.

## Lista opatów
1. Andreas Beyer	1611–1627
2. Kaspar Gleisberg 1627–1633
3. Wawrzyniec Hertel 1635—1644
4. Georg Welzel 1644—1651
5. Kaspar Liebichen 1651—1656
6. Melchior Welzel 1656–1680
7. Daniela Meyera 1680–1681
8. Heinrich III Kahlert	1681–1702
9. Tobias Ackermann	1702–1722
10. Anton Niklas	1723–1724[4]
11. Gregor Regnard 1715-1732[5]
12. Gerharda Wiesnera	1732–1749
13. Candidus Rieger 1749–1763
14. Konstantin I. Haschke	1763–1778
15. Markusa Welzela 1778–1792
16. Konstantyn II Gloger	1793–1814[6]

## Herb
Głównym elementem herbu jest krzyż maltański na tarczy. Między jego ramionami umieszczono litery słowa łac. MORS oznaczającego śmierć. W centrum krzyża, w polu sercowym, stoi żuraw, symbol lojalności. Ptak trzyma kamień jedną nogą, aby jeśli zaśnie, obudził się na dźwięk uderzenia kamienia, gdy spadnie (symbol czujności). To przedstawienie pookazuje trwałe przywiązanie i ochronę.

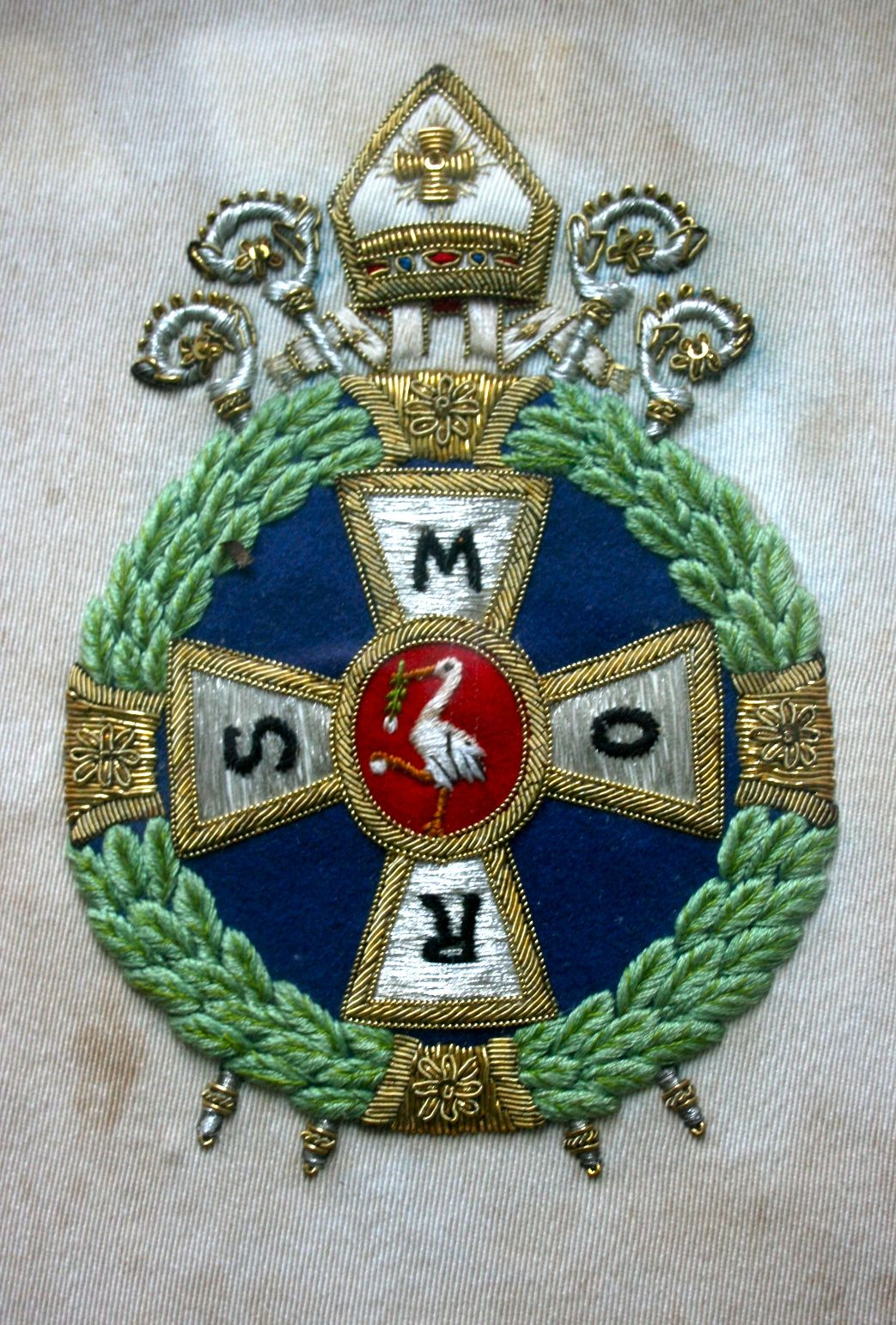
Herb opactwa z żurawiem z Zirc
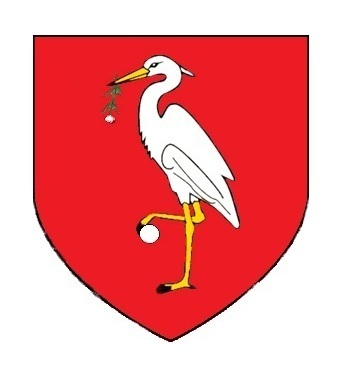
Herb opactwa w Zirc
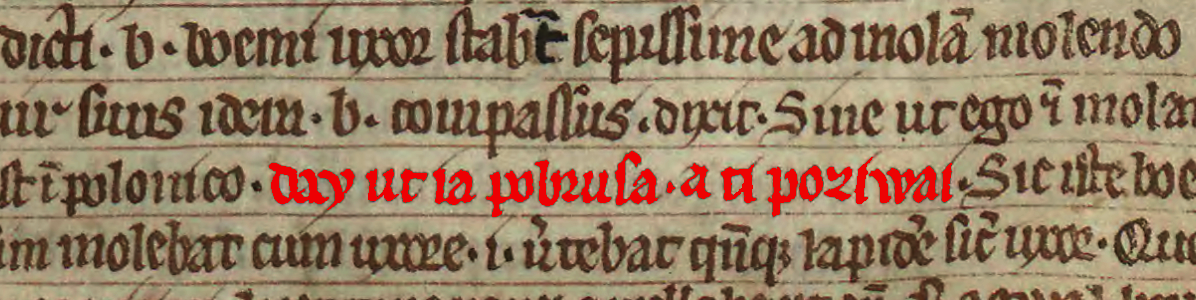
Fragment Księgi henrykowskiej
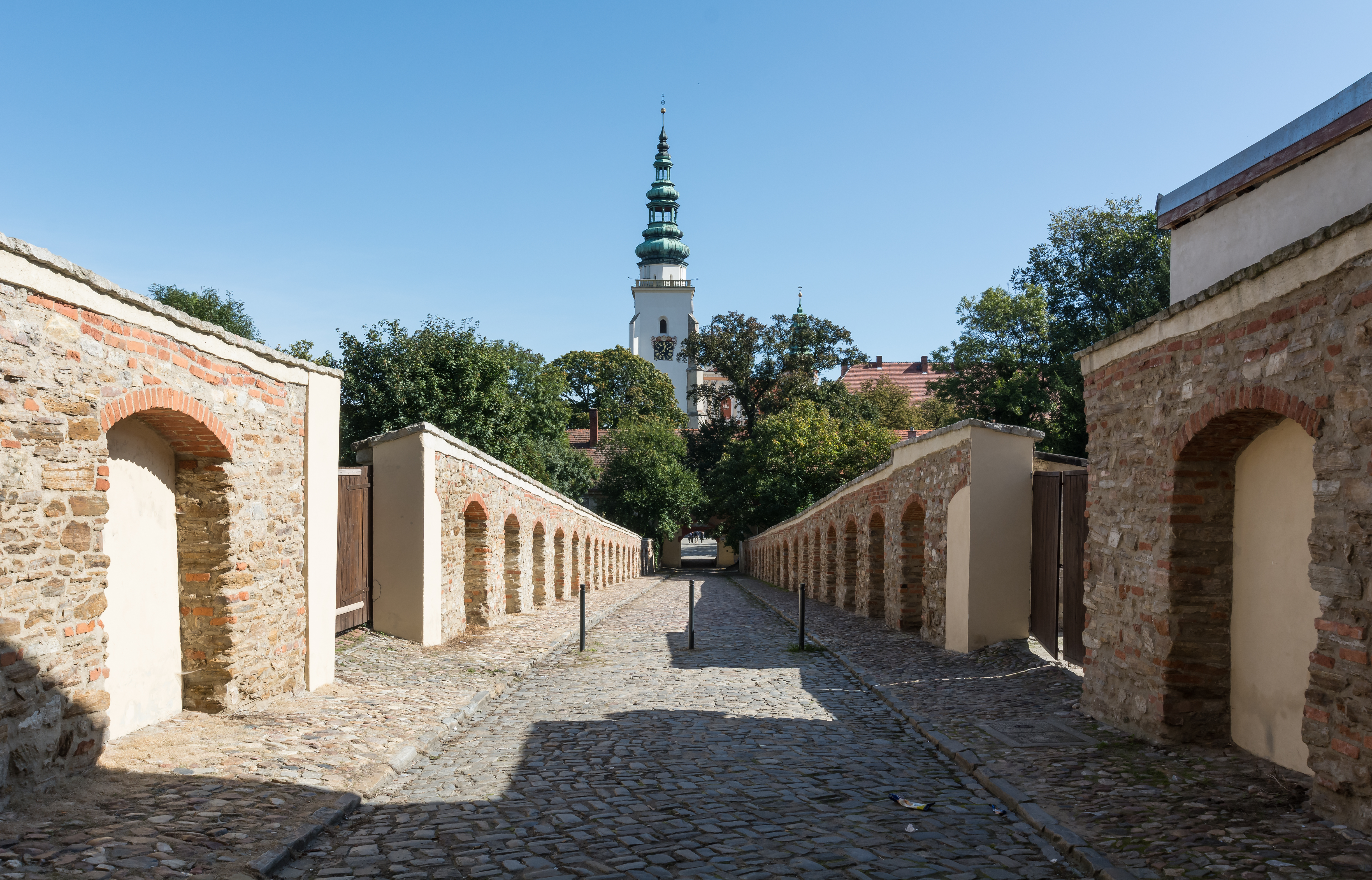
Opactwo od strony bramy głównej
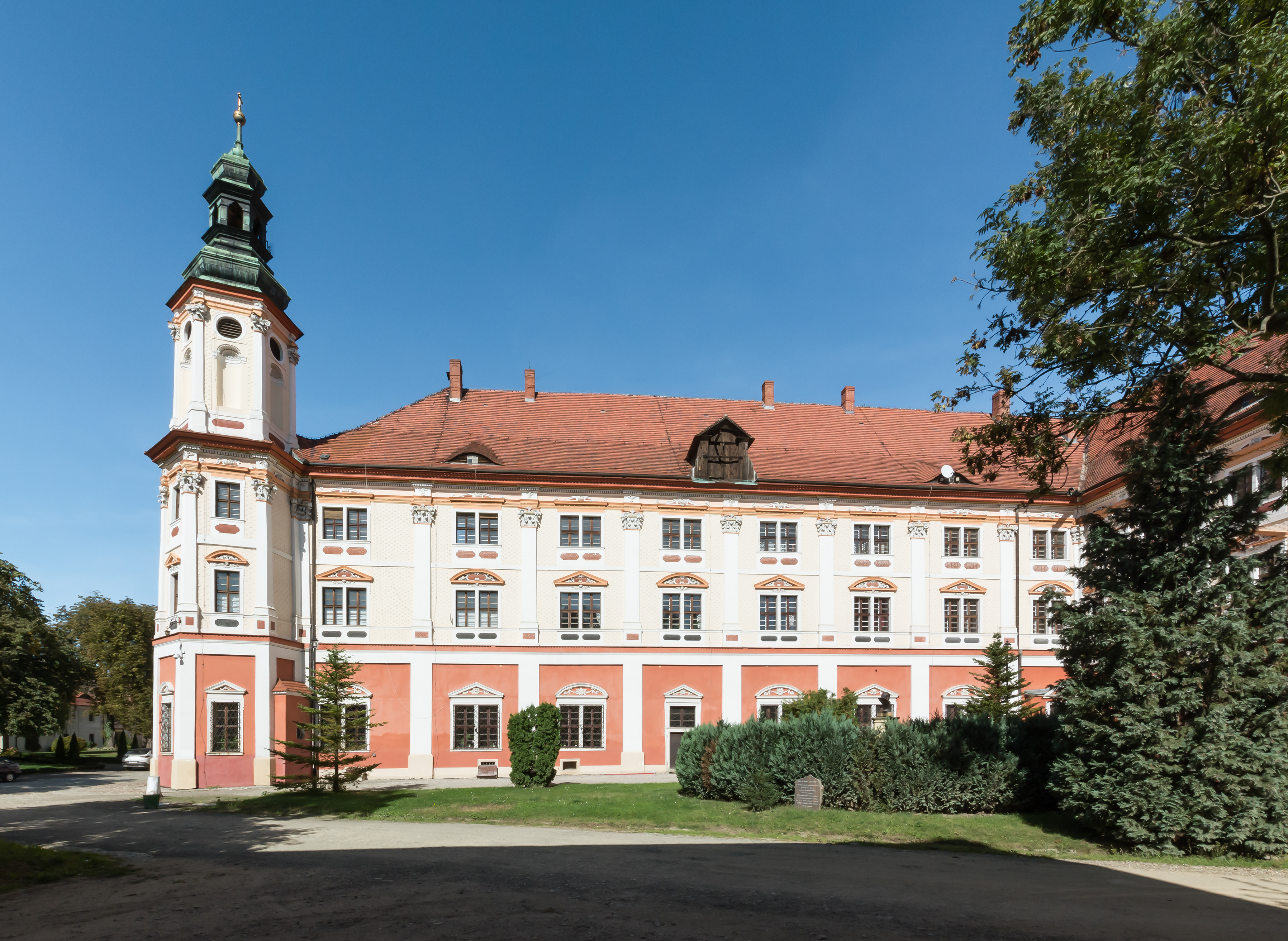
Budynek klasztorny

### Dzieje opactwa po sekularyzacji
Wkrótce po sekularyzacji dobra henrykowskie zakupiła królowa holenderska Fryderyka Wilhelmina, siostra króla Prus. Klasztor nieznacznie przebudowano w celu wykorzystania go jako rezydencji magnackiej. W 1863 został przejęty drogą dziedziczenia przez książąt sasko-weimarskich. Weimarowie, mimo że byli ewangelikami, nie niszczyli w samym budynku klasztornym pozostałości cysterskich. W 1879 przy klasztorze utworzono park krajobrazowy, a także ogród w stylu włoskim, wyraźnie nawiązujący do założeń ogrodowych w Weimarze. Później w budynkach opactwa znajdował się elitarny szpital dla umysłowo chorych. W okresie III Rzeszy w Henrykowie zorganizowano fabrykę wojskową, w której pracowali jeńcy z Luksemburga. Pod koniec wojny klasztor obrabowano i zdewastowano.

## Opactwo współcześnie
W 1949 opactwo henrykowskie powróciło w ręce cystersów. Swój przeorat utworzyli tu zakonnicy ze Szczyrzyca. Objęli oni kościół i część klasztoru stanowiącą współcześnie konwent. Reszta klasztoru była przeznaczona początkowo na magazyny wojskowe, następnie na ośrodek kolonijno-wypoczynkowy jednej z górnośląskich kopalń, a w 1965 utworzono w nim Przedsiębiorstwo Hodowli Roślin i Nasiennictwa oraz Technikum Nasienniczo-Rolne. Od tego czasu rozpoczęła się powolna odbudowa opactwa. W 1990 z inicjatywy kardynała Henryka Gulbinowicza opactwo w całości przeszło na własność archidiecezji wrocławskiej. 25 września 1990 utworzono w pomieszczeniach klasztoru Annus Propedeuticus jako oddział Metropolitarnego Wyższego Seminarium Duchownego we Wrocławiu dla kleryków I roku. W ciągu następnych lat wyremontowano budynek poklasztorny, oficyny oraz zagospodarowano teren wokół obiektu. 28 października 2000 na uroczyste nałożenie tunik alumnom I roku MWSD we Wrocławiu przybył do Henrykowa kard. Joseph Ratzinger – późniejszy papież Benedykt XVI.
W 1997 utworzono Dom Opieki Caritas im. św. Jadwigi Śląskiej jako wotum 46. Międzynarodowego Kongresu Eucharystycznego, który odbył się we Wrocławiu, a w 2002 w części klasztornej z inicjatywy kard. Henryka Gulbinowicza powstało Katolickie Liceum Ogólnokształcące im. bł. Edmunda Bojanowskiego (KLO), jako męska szkoła prywatna na prawach szkoły publicznej i przeznaczona przede wszystkim dla młodzieży z ubogich rodzin wiejskich. W dawnej, zrujnowanej infirmerii klasztornej, po kapitalnym remoncie znalazł swoje miejsce internat KLO. W 2004 arcybiskup Marian Gołębiewski, nowy metropolita wrocławski kontynuował opiekę nad klasztorem. W 2005 w części oficyn utworzono Warsztaty Terapii Zajęciowej im. Jana Pawła II prowadzone przez diecezjalne Caritas.

## Zabytki
Opactwo cysterskie w Henrykowie jest unikatowym zespołem zabytków wpisanych do rejestru zabytków. Według tego rejestru w skład zabytkowego kompleksu wchodzi kilkadziesiąt obiektów, z których najważniejsze to:
- kościół parafialny pw. Wniebowzięcia NMP i Jana Chrzciciela, nr rej. A/1682/7272 z 25 listopada 1949
- mauzoleum Piastów (kaplica Marii Magdaleny), nr rej. A/4151/335 z 6 listopada 1956
- klasztor cystersów, obecnie klasztor, seminarium, gimnazjum, rezydencja, nr rej. A/ 1923/742/Wł z 30 kwietnia 1980
- budynek szpitala, obecnie internat gimnazjum, nr rej. A/4156/868/Wł z 21 września 1981
- szkoła łacińska, obecnie dom mieszkalny (oficyna płd.-zach. opactwa), nr rej. A/4152/864/Wł z 21 września 1981
- mieszkanie oficjalistów, obecnie dom opieki Caritas (oficyna zach. opactwa), nr rej. A/4153/865/Wł z 21 września 1981
- stajnia z częścią mieszkalną, nr rej. A/4154/866/Wł z 21 września 1981
- wozownia, nr rej. A/4155/867/Wł z 21 września 1981
- budynek bramy górnej, głównej wjazdowej do opactwa, nr rej. A/4162/874/Wł z 21 września 1981
- budynek bramy parkowej opactwa, nr rej. A/4160/872/Wł z 21 września 1981
- oranżeria I, obecnie sala gimnastyczna, nr rej. A/4158/870/Wł z 21 września 1981
- oranżeria II
- pawilon ogrodowy, nr rej. A/4157/869/Wł z 21 września 1981
- dom ogrodnika, nr rej. A/4165/1014/Wł z 21 września 1981
- ogrody klasztorne i park, nr rej. A/4166/293 z 1 lutego 1952
- kościół pomocniczy pw. św. Andrzeja, nr rej. A/1931/1047/Wł z 30 listopada 1984

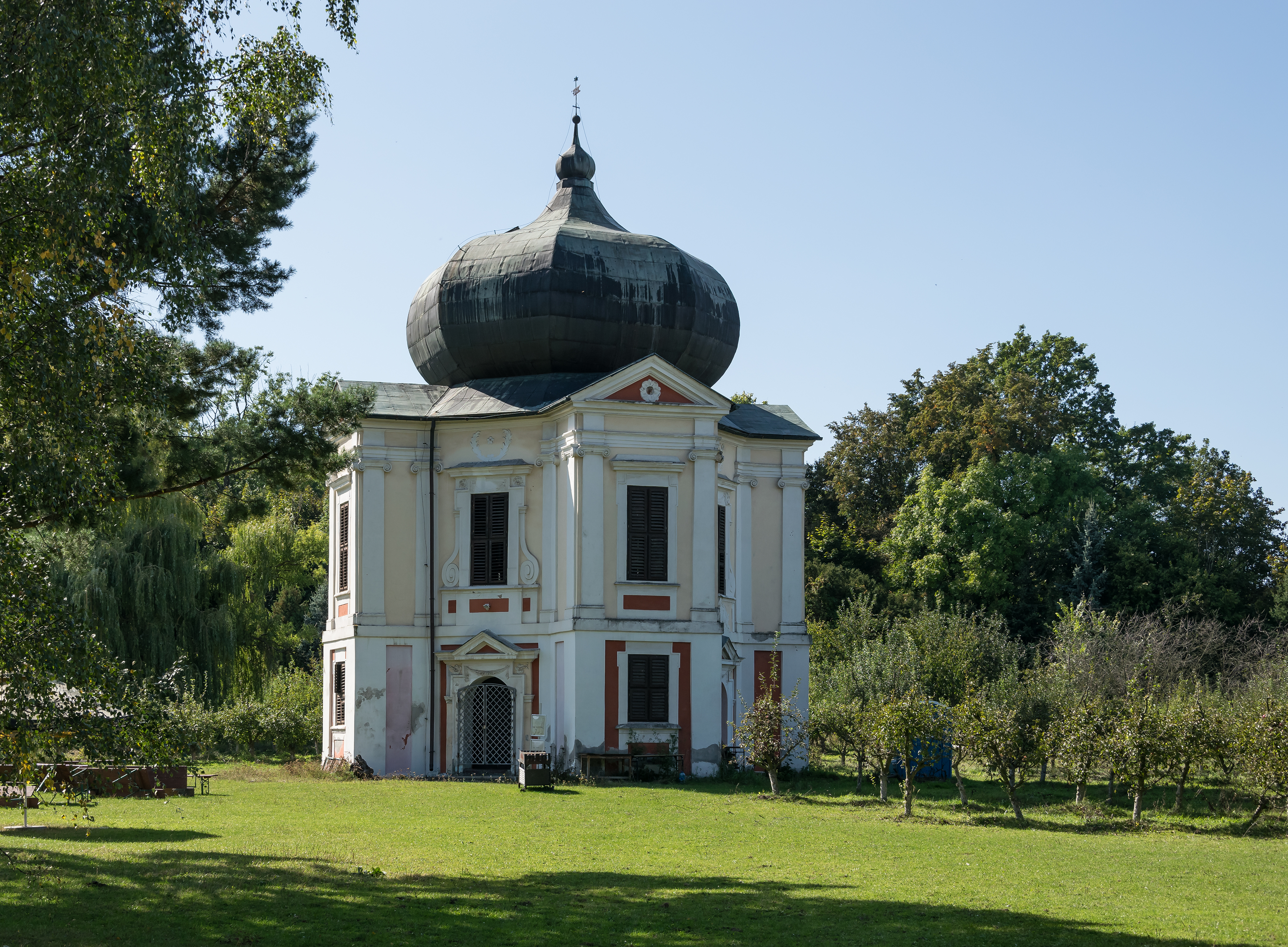
Pawilon ogrodowy
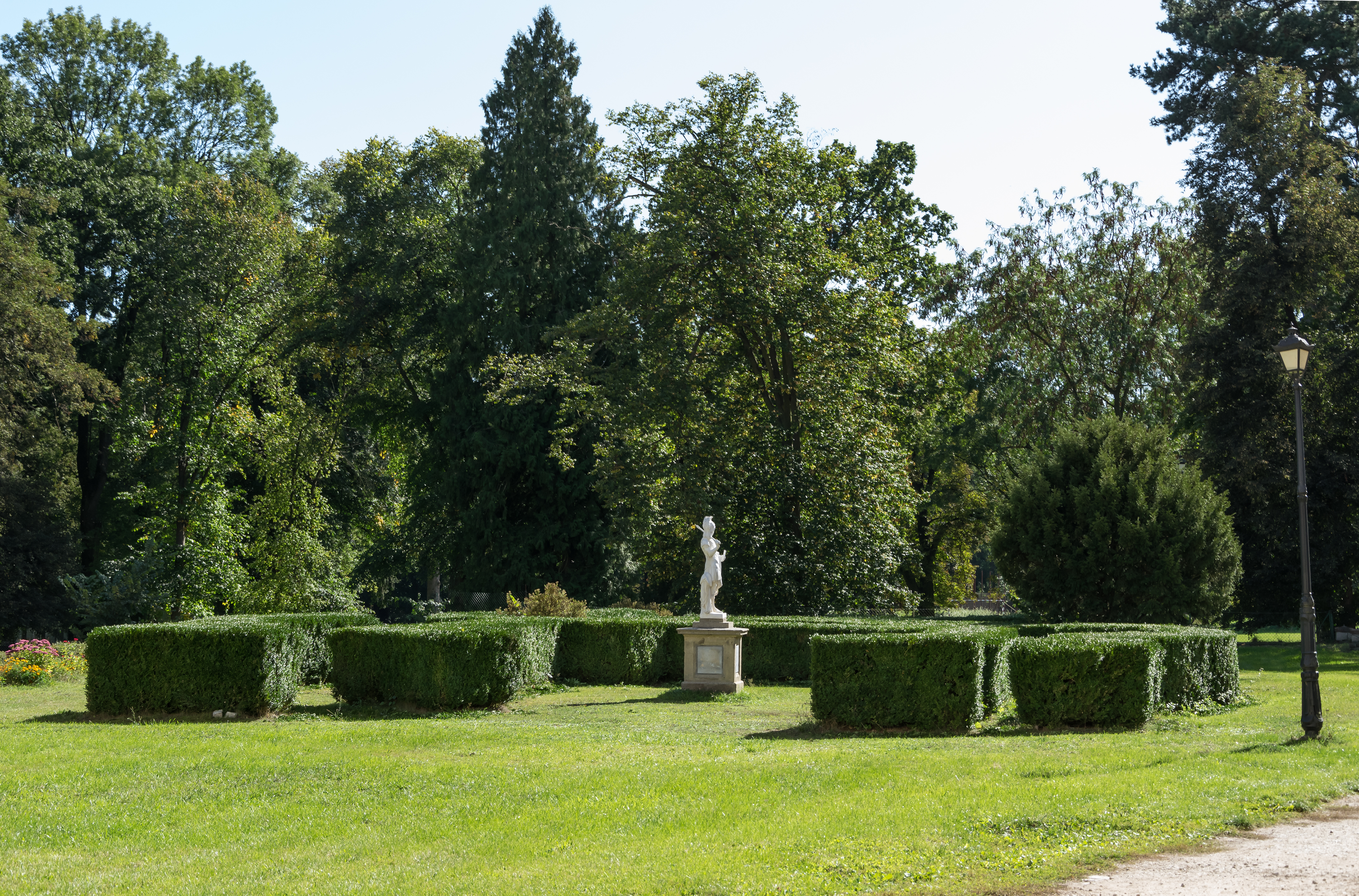
Ogrody klasztorne
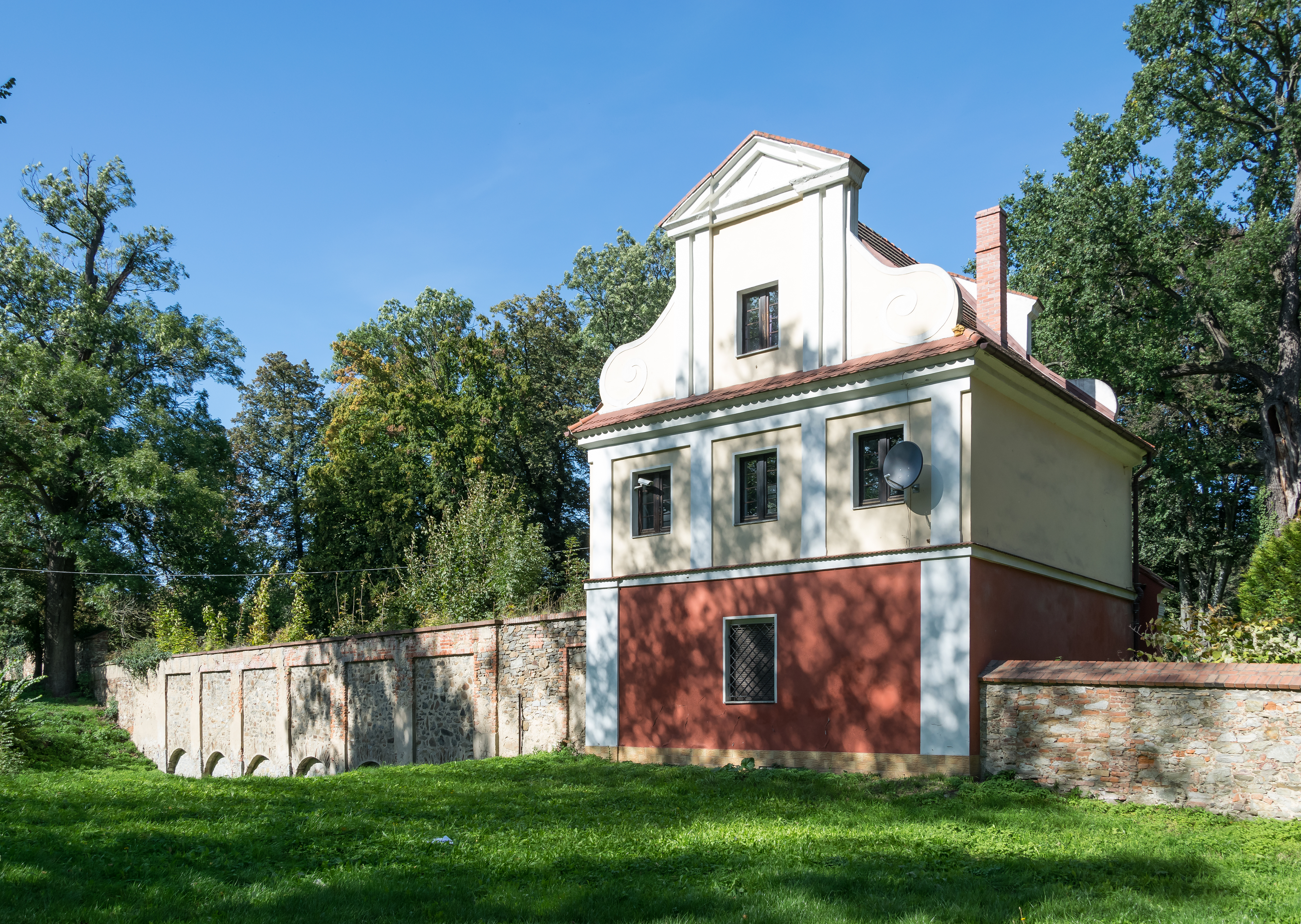
Budynek bramy parkowej
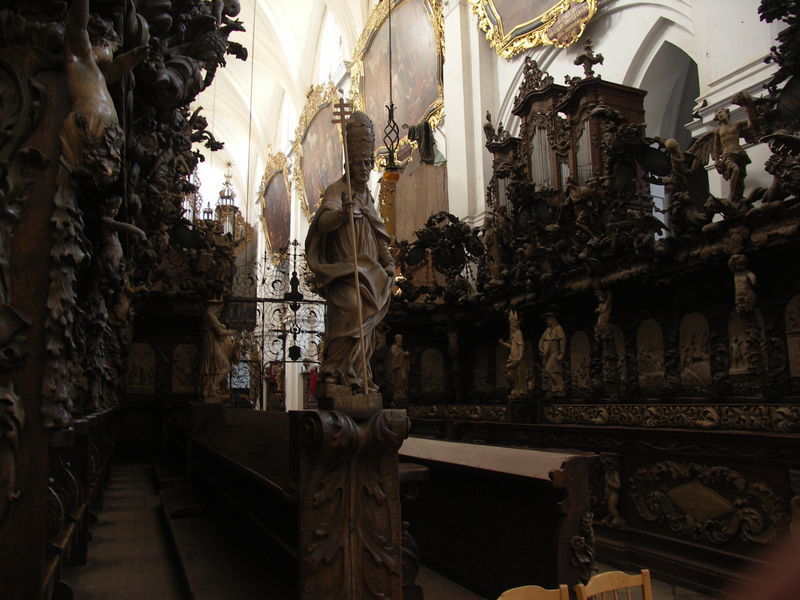
Stalle kościoła w Henrykowie
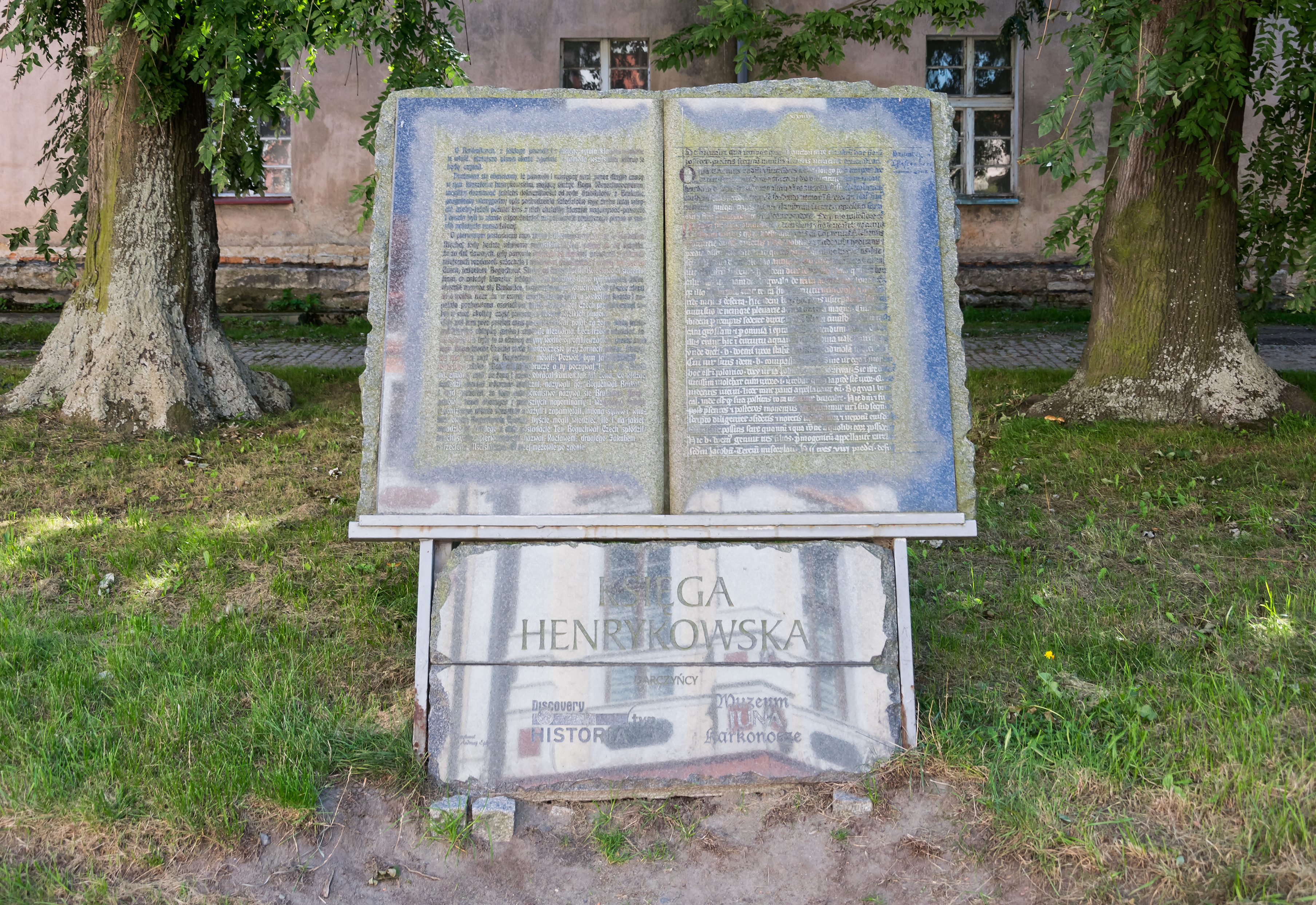
Pomnik księgi henrykowskiej na dziedzińcu
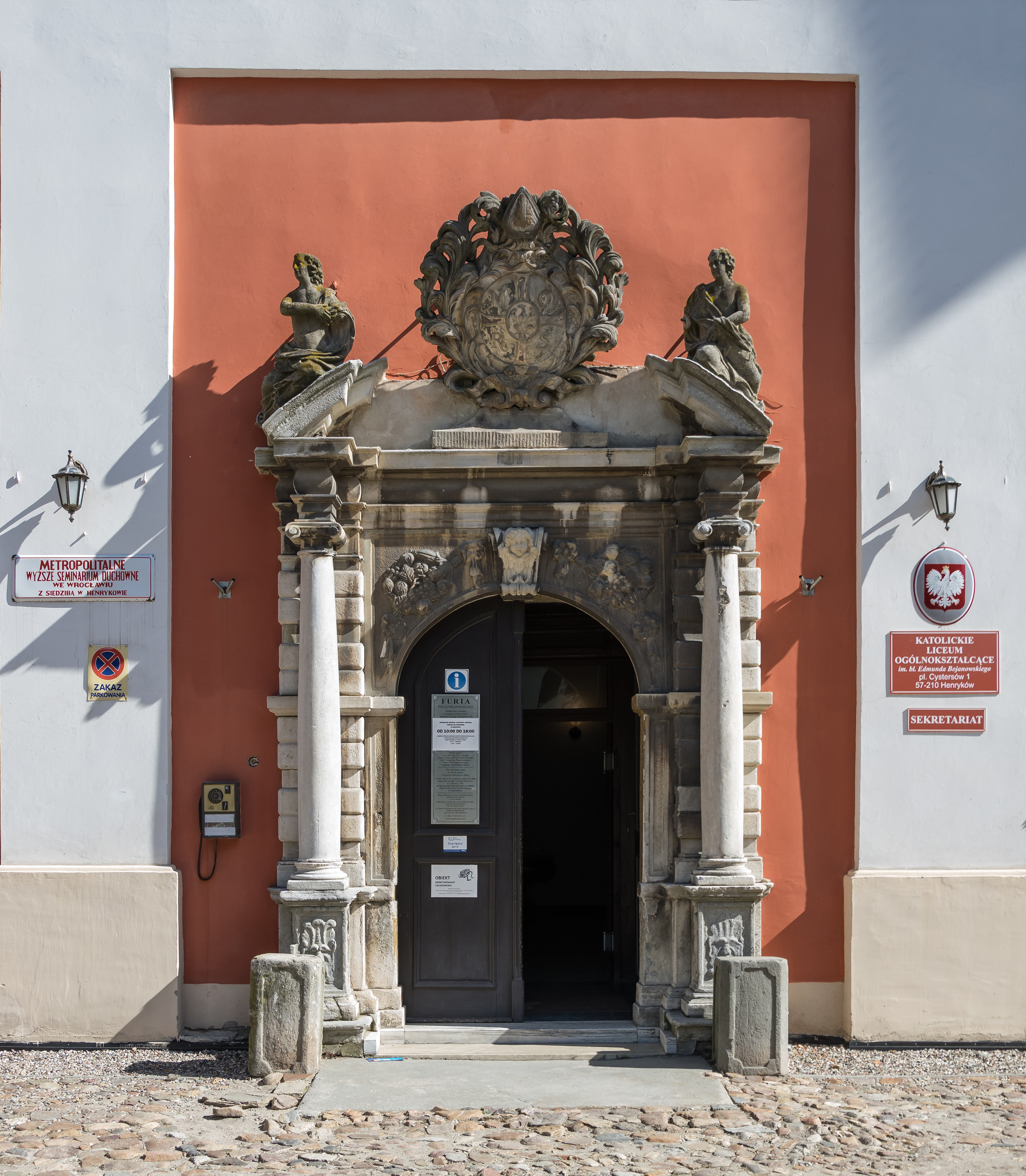
Portal z herbem opactwa
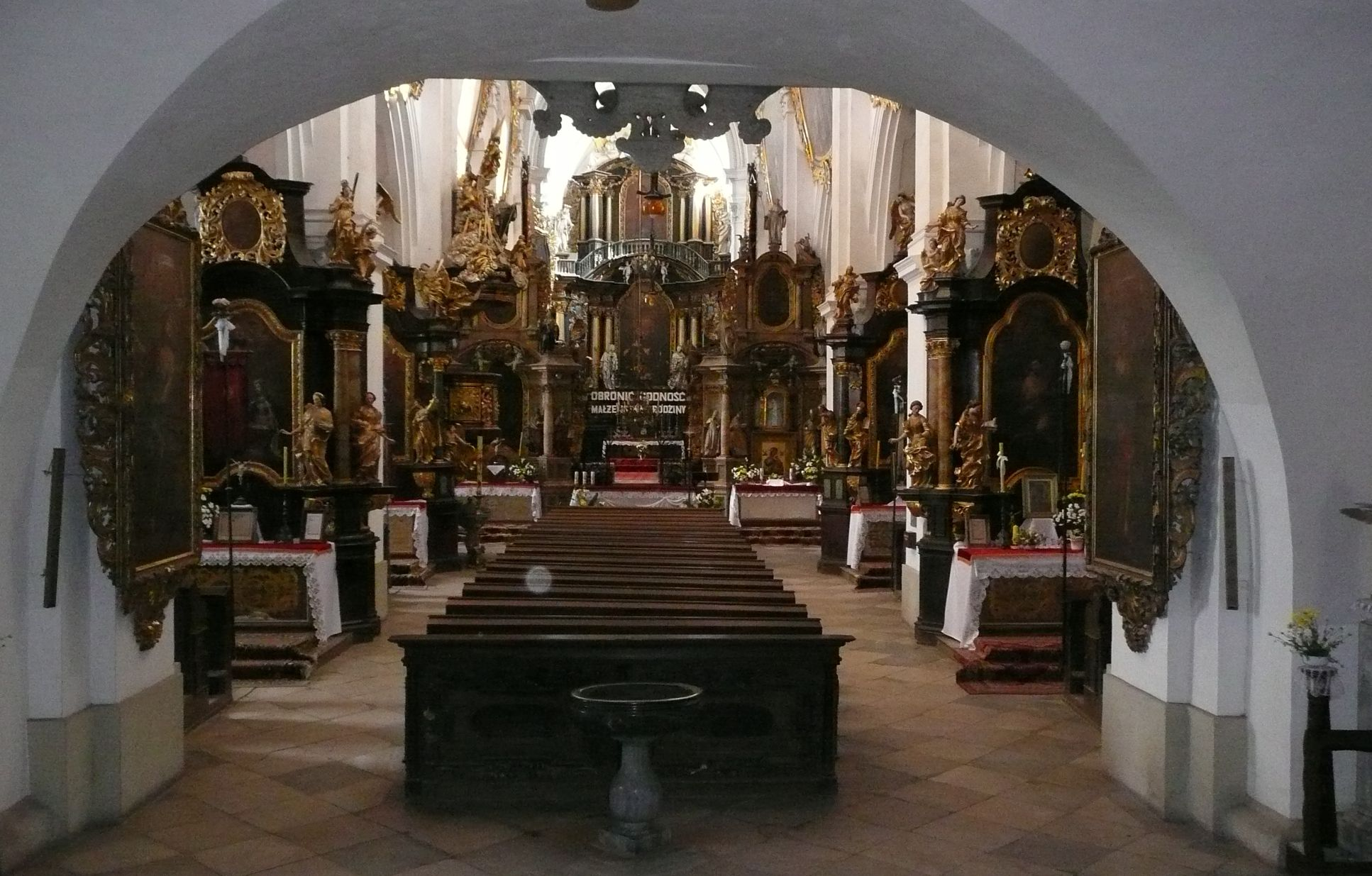
Wnętrze kościoła z przedsionka
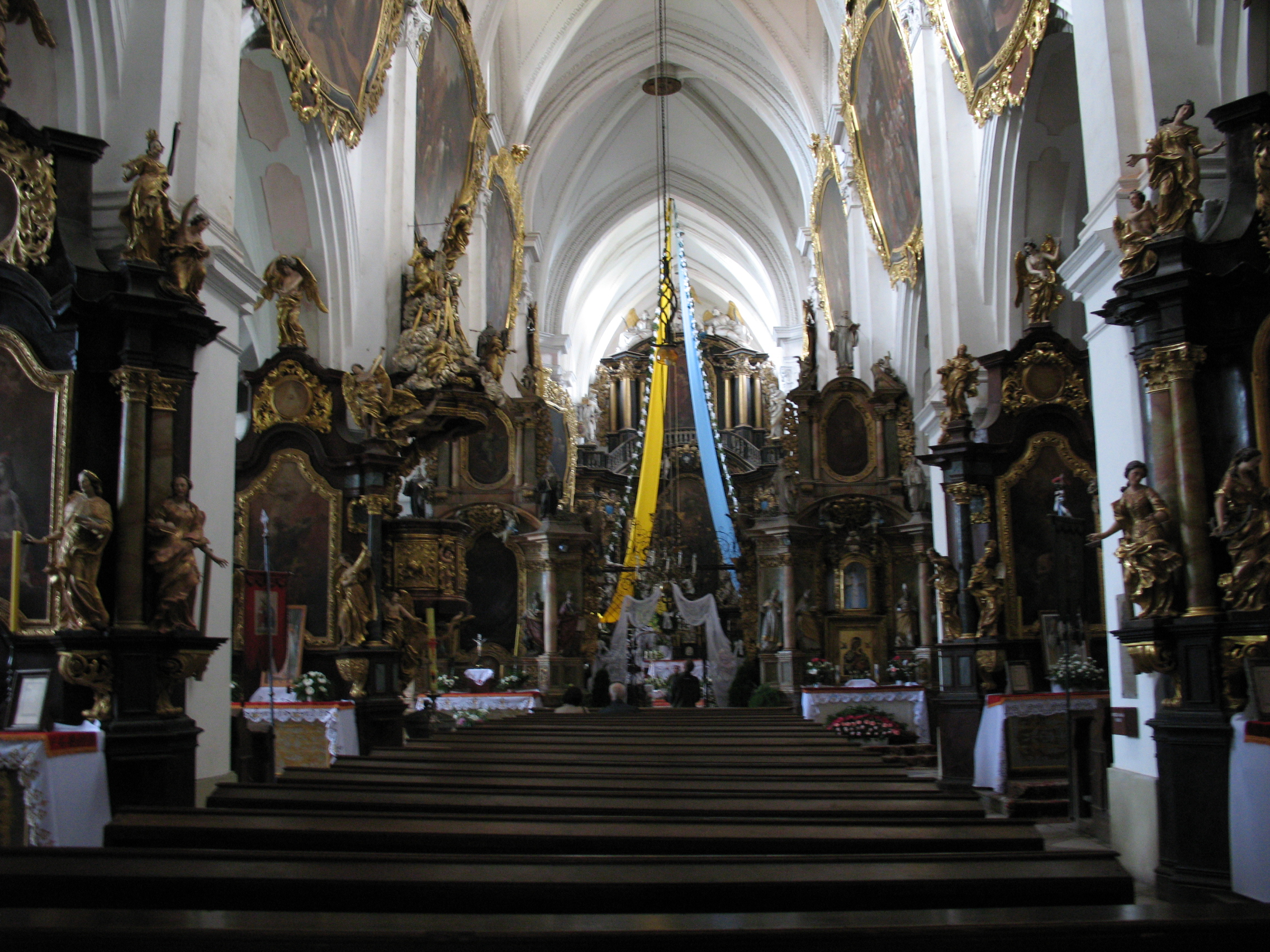
Wnętrze kościoła

### Kościół
Kościół klasztorny pod wezwaniem Wniebowzięcia Najświętszej Marii Panny i św. Jana Chrzciciela, obecnie bazylika mniejsza pełniąca funkcję kościoła parafialnego, jest najstarszym i najcenniejszym zabytkiem opactwa. Jego budowę rozpoczęto w 1241. Z tego okresu pochodzi późnogotyckie prezbiterium oraz transept. W połowie XIV w. ukończono budowę gotyckiej nawy głównej. Na początku XVI w. do prezbiterium od północnego wschodu dobudowano dwie późnogotyckie kaplice, Świętego Krzyża i Grobu Świętego. W 1608 wzniesiono od zachodu wieżę. W XVII w. świątynię przebudowano w stylu barokowym, dobudowując kolejne dwie kaplice, św. Józefa i Trójcy Świętej oraz fasadę z kaplicą stanowiącą przedsionek. W 1753 wzniesiono kaplicę św. Marii Magdaleny, obecnie mauzoleum Piastów. W mauzoleum znajduje się pochodzący z gotyckiego wyposażenia nagrobek księcia Bolka i jego żony Jutty, jeden z najstarszych w Polsce podwójnych nagrobków.
Ołtarz główny, dzieło Georga Schroettera, powstał w latach 1681–1684. Zdobią go dwa obrazy Michała Willmanna, wielki Boże narodzenie w wizji św. Bernarda oraz górny Zbawca świata. Wielki obraz otaczają z lewej rzeźby św. Benedykta, św. Jana Chrzciciela i św. Piotra, a z prawej św. Bernarda, św. Jan Ewangelisty i św. Pawła. W ołtarzu bocznym znajduje się figura Matki Bożej z Dzieciątkiem, zwana Matką Języka Polskiego. W 1952 została ona ukoronowana koronami biskupimi.
Bardzo pięknym obiektem kościoła są barokowe stalle. Są one wybitnym dziełem śląskiej snycerki. Dębowy, renesansowy trzon stalli pochodzi z 1567, dekoracja jest bogato rzeźbiona akantem i muszlami. Zaplecki zdobione 36 płaskorzeźbami przedstawiającymi sceny z życia Chrystusa, wykonane zostały w drewnie lipowym. Po 1700 dodano loże opata i przeora, a całość wzbogacono o cztery pary wolno stojących figur św. Grzegorza Wielkiego, Eugeniusza III, św. Hieronima, Konrada de Poitiers, św. Benedykta i św. Bernarda.
Organy, dzieło mistrzów ze Świdnicy, pochodzą z połowy XVII w. i są najstarsze na Śląsku. Całość dopełnia 14 barokowych obrazów przedstawiających życie i legendę św. Bernarda, umieszczonych w górnej części nawy głównej.

### Zespół klasztorny
Barokowy budynek klasztorny powstał w latach 1681–1702. W drugiej połowie XIX w. przebudowany w czworoboczny. Założony wokół prostokątnego dziedzińca z wysuniętym skrzydłem południowym. Do wnętrza liczącego około 300 pomieszczeń prowadzą trzy barokowe portale: sądowy z postacią Temidy, klasztorny ze św. Benedyktem i opacki z herbem opata. Na parterze znajduje się barokowy refektarz, na I piętrze reprezentacyjne sale: Książęca, Purpurowa, Dębowa i Papieska. Sala Dębowa ma bogato intarsjowany parkiet i boazerię zdobioną w roślinne i owocowe girlandy (całość wykonana przez henrykowskich snycerzy). Sala Purpurowa, przeznaczona jako miejsce do przyjmowania dostojnych gości, ma purpurowe ściany i obicia mebli, marmurowy kominek. Znajduje się w niej sześć obrazów Willmanna przedstawiających fundatorów opactwa. W refektarzu znajduje się dekoracyjny, wielobarwny rokokowy piec (każdy kafel malowany ręcznie) oraz dębowe ławy z XVIII w. Kaplica seminaryjna zdobiona jest renesansowymi boazeriami.
Dziedziniec klasztorny otoczony jest oficynami mieszkalnymi i zabudowaniami gospodarczymi. Wokół klasztoru znajduje się park barokowy z ogródkiem opackim zachowanym w pierwotnej formie. W jego centrum mieści się budynek – dawna letnia jadalnia opatów. Obok klasztoru postawiono pomnik przypominający o powstaniu w tym miejscu Księgi henrykowskiej, będącej równie sławnym obiektem historycznym jak samo opactwo.
W parku klasztornym rośnie trzeci pod względem wieku cis w Polsce.